# Серебряковка (Дагестан)
Серебряковка (Старая Серебряковка) — село в Кизлярском районе Дагестана. Входит в состав сельского поселения «Сельсовет «Цветковский»».

## Географическое положение
Населённый пункт расположен у канала Кизляр-Каспий, на трассе Кизляр — Брянск, в 4 км к северу от центра сельского поселения — Цветковка и в 17 км к северо-востоку от города Кизляр.

## История
В 1780 году император пожаловал 4423 десятин земли братьям Степану и Михаилу Серебряковым в Кизлярском уезде. Они поселили на этих землях своих крепостных крестьян в количестве 90 душ. Этот указ считается годом основания села.
С 1970-х годов в село значительно усилился приток переселенцев с высокогорных районов республики. В основном в село были заселены выходцы из села Гадири Цумадинского района. Уже по переписи 1989 года основной нацией в селе стали значиться аварцы.

## Население
| 1889 | 1914 | 1926 | 1970 | 1989 | 2002 | 2010 |
| ---- | ---- | ---- | ---- | ---- | ---- | ---- |
| 92   | ↗275 | ↘186 | ↗342 | ↗413 | ↗500 | ↗827 |
| 2021 |      |      |      |      |      |      |
| ↘777 |      |      |      |      |      |      |

Национальный состав
По данным Всесоюзной переписи населения 1926 года:
| № | Национальность | Численность, чел. | Доля |
| - | -------------- | ----------------- | ---- |
| 1 | русские        | 182               | 98 % |
| 2 | молдаване      | 4                 | 2 %  |

По данным Всероссийской переписи населения 2010 года:
| № | Национальность | Численность, чел. | Доля   |
| - | -------------- | ----------------- | ------ |
| 1 | аварцы         | 782               | 94,6 % |
| 2 | табасараны     | 18                | 2,2 %  |
| 3 | чеченцы        | 16                | 1,9 %  |
| 4 | другие         | 11                | 1,3 %  |

По данным Всероссийской переписи населения 2010 года, в селе проживало 827 человек (396 мужчин и 431 женщина).